# Бол, Фемке
Фемке Бол (нидерл. Femke Bol; род. 23 февраля 2000, Амерсфорт, Утрехт) — нидерландская легкоатлетка, специализирующаяся в гладком и барьерном беге на 400 метров, олимпийская чемпионка 2024 года и призёр Олимпийских игр 2020 и 2024 года, двукратная чемпионка мира 2023 года, двукратная чемпионка мира в помещении 2024 года, 8-кратная чемпионка Европы (по 4 раза на открытых стадионах и в помещении).
Рекордсменка мира на дистанции 400 метров в помещении.

## Биография и карьера

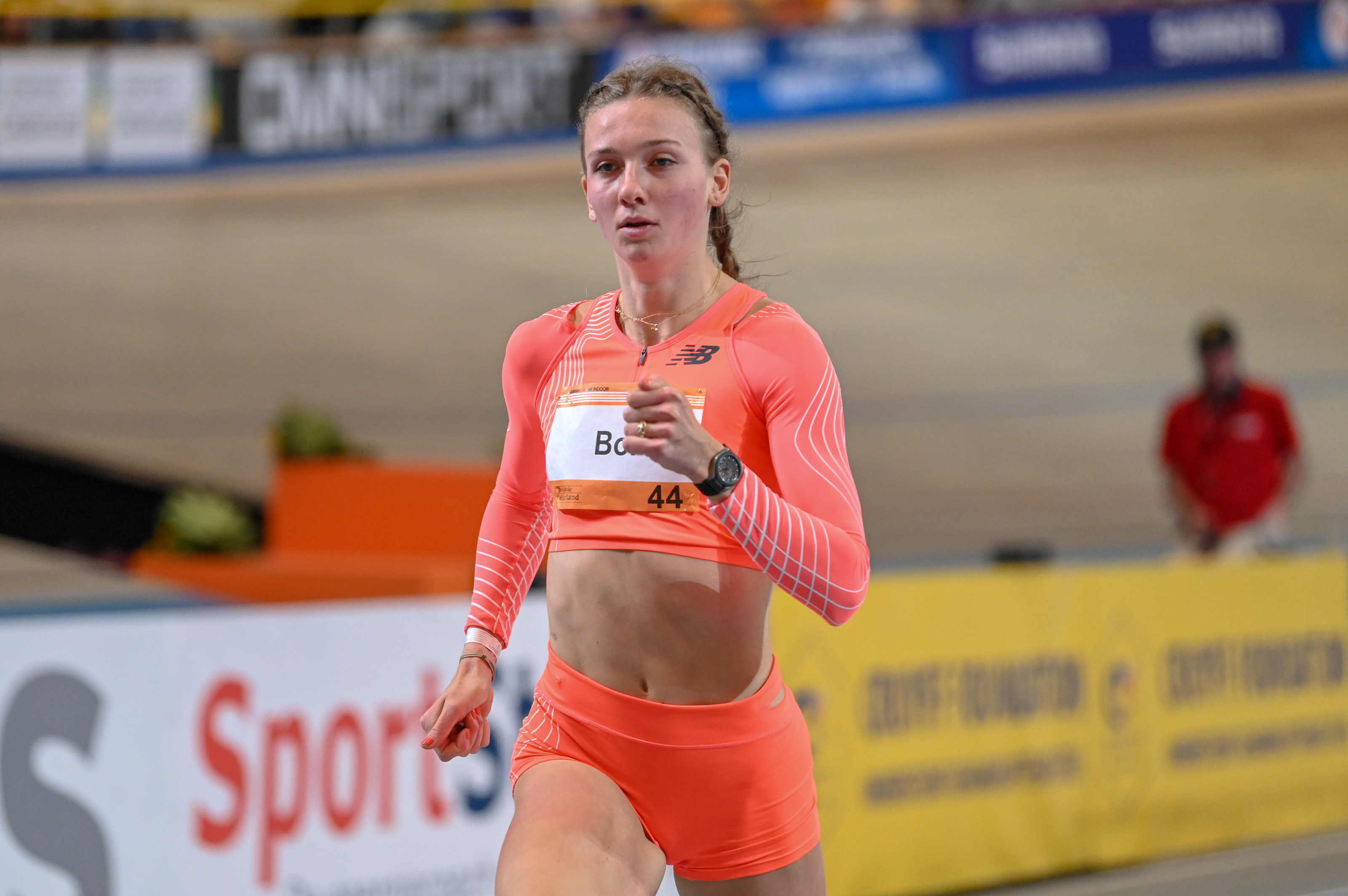
2023 год

Фемке на своём первом международном турнире в 2015 году выбыла в предварительных забегах на дистанции 400 метров на Европейском юношеском олимпийском фестивале, который проходил в Тбилиси. Через два года она вышла в полуфинал на чемпионате Европы среди юниоров до 20 лет в Гроссето на дистанции 400 метров и выбыла с результатом 54,74 с. На Всемирной эстафете ИААФ в 2019 году в Иокогаме она выиграла в финале «В» эстафету 4 х 400 метров в составе команды Нидерланды с 3:29,03 мин. На чемпионате Европы U20 в Швеции в Буросе, в 2019 году она победила в беге на 400 метров с барьерами.
Первый её крупный легкоатлетический турнир пришёлся на чемпионат мира в Катаре, где она дошла до полуфинала на дистанции 400 метров.
В июле 2020 года она смогла установить новый национальный рекорд в Арнеме — 54,47 сек, улучшив старый рекорд Эстер Гуссенс 1998 года почти на 0,2 сек, но через две недели она обновила национальный рекорд, установив результат 53,79 секунды, став четвёртой самой быстрой спортсменкой U23 всех времен.
В 2019 году Бол стала чемпионом Нидерландов в беге на 400 метров с барьерами. Кроме того, она является чемпионкой страны в закрытых помещениях в беге на 400 метров в 2019 и 2021 годах.
Сезон 2021 года в закрытых помещениях она начала с победы на турнире в помещении в Вене, где она пробежала 400 метров за 50,96 секунды, установив новый рекорд страны в закрытых помещениях.
На чемпионате Европы в помещении 2021 года в польском Торуне завоевала золотую медаль на дистанции 400 метров с результатом 50,63, и в эстафете в составе сборной победила с результатом 3:27,15, став двукратной чемпионкой Европы.
На Олимпийских играх в Токио летом 2021 года Бол завоевала бронзу на дистанции 400 метров с барьерами. В финале Бол установила рекорд Европы (52,03), однако американка Сидни Маклафлин победила с мировым рекордом 51,46, а Далайла Мухаммад стала второй (51,58). В смешанной эстафете 4×400 метров сборная Нидерландов (Бол бежала на третьем этапе) в упорной борьбе на финише заняла четвёртое место с национальным рекордом (3:10,36), при этом от второго места Нидерланды отделили всего 0,15 сек. В женской эстафете 4×400 метров команда Нидерландов установила национальный рекорд и в предварительном забеге (3:24.01), и в финале (3:23.74), однако в решающем забеге осталась только шестой (третьей среди европейских команд после Польши и Великобритании). Бол оба раза бежала на последнем этапе. На дистанции 400 метров в Токио Бол не выступала.

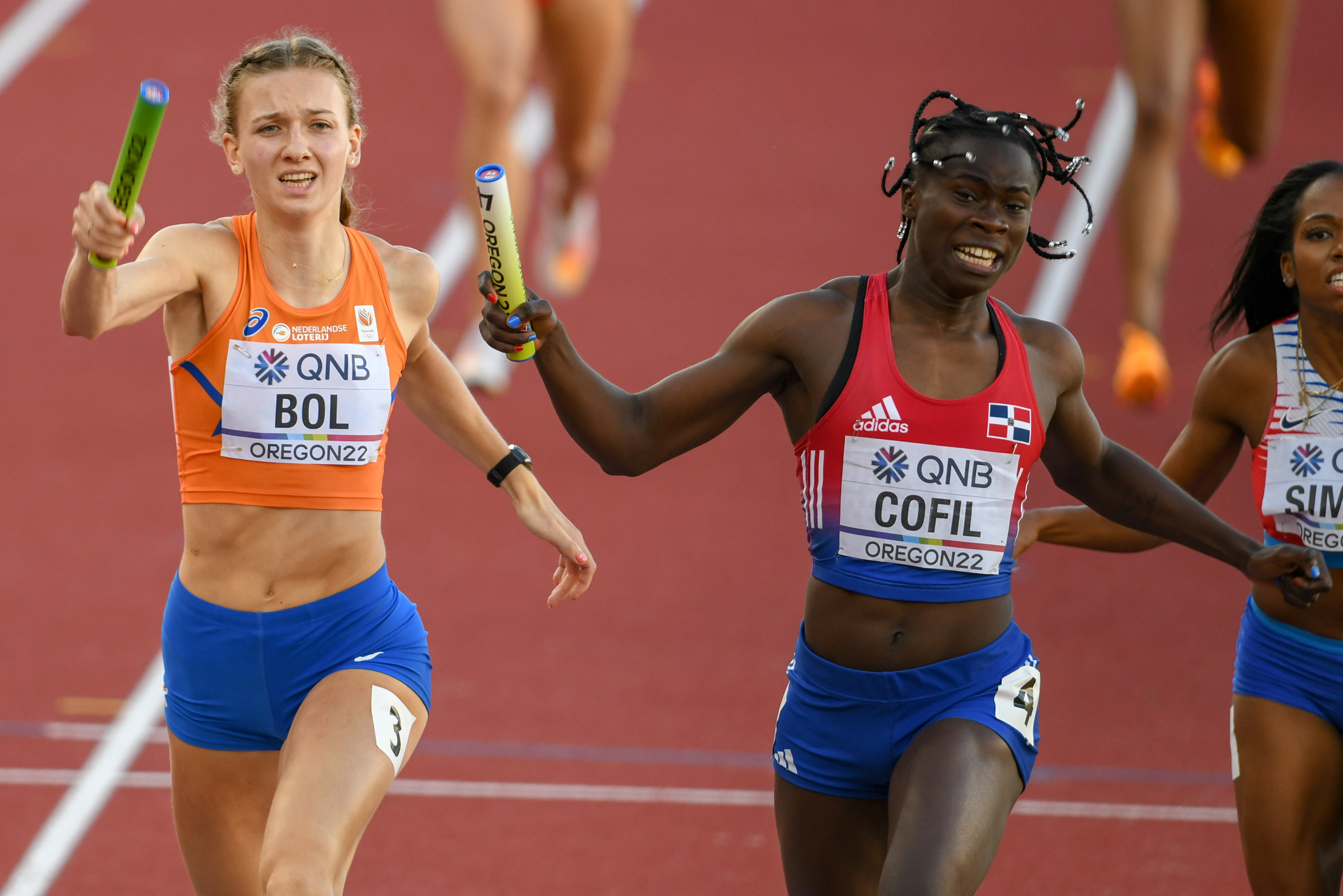
Бол (слева) в финале смешанной эстафеты 4×400 метров на чемпионате мира в Орегоне (15 июля 2022 года)

В 2022 году Бол завоевала целый ряд наград на высшем уровне. В середине марта выиграла два серебра на чемпионате мира в помещении в Белграде — в беге на 400 метров (чемпионкой стала Шона Миллер-Уйбо) и в эстафете 4×400 метров. В июле на чемпионате мира в Орегоне Бол завоевала серебро на дистанции 400 метров с барьерами. В финале американка Сидни Маклафлин установила мировой рекорд (50,68), а Бол стала второй с результатом 52,27. Примечательно, что третье, четвёртое и пятое места в финале также заняли американки. В смешанной эстафете 4×400 метров Бол, бежавшая на последнем этапе в финале, завоевала ещё одно серебро, при этом нидерландцы установили национальный рекорд, но всего 0,08 сек уступили в борьбе за золото бегунам из Доминиканской Республики. В женской эстафете 4×400 метров нидерландки были дисквалифицированы в предварительном забеге. В августе на чемпионате Европы в Мюнхене сначала выиграла золото на гладкой 400-метровке с национальным рекордом (49,44). Через два дня стала лучшей и на дистанции 400 метров с барьерами с рекордом чемпионатов Европы (52,67), украинка Виктория Ткачук отстала на 1,63 сек. Подобный дубль является уникальным достижением на крупнейших международных соревнованиях. Бол стала первой нидерландкой, которая становилась чемпионкой Европы на этих дистанциях. 20 августа Бол выиграла третье золото на чемпионате Европы, победив в эстафете 4×400 метров в составе женской сборной Нидерландов (Бол бежала на последнем этапе в финале).

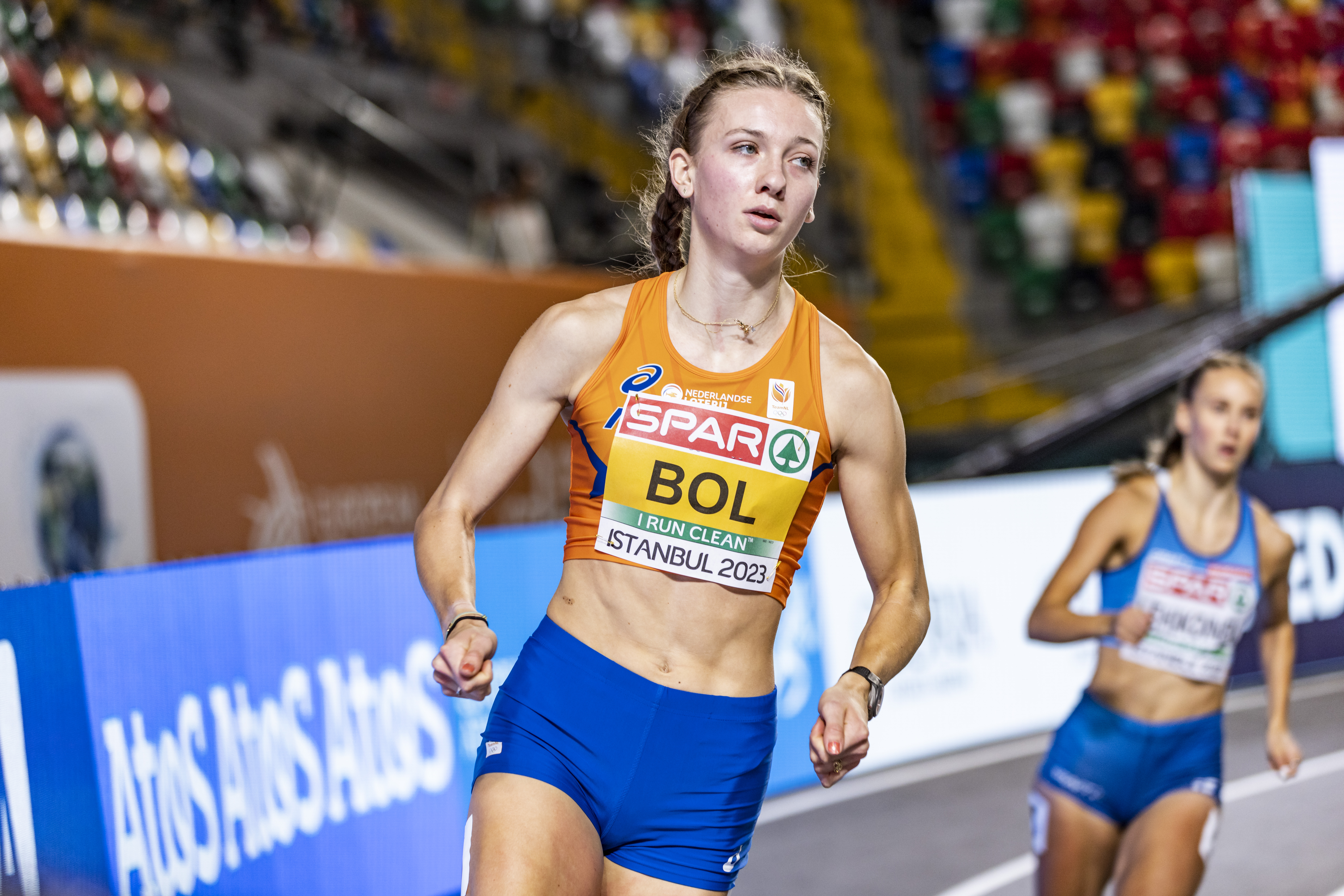
Бол в 2023 году

19 февраля 2023 года на чемпионате Нидерландов в помещении в Апелдорне пробежала 400 метров за 49,26 сек, побив один из самых давних мировых рекордов в лёгкой атлетике, установленный в 1982 году.
В начале марта 2023 года Бол выиграла золото на дистанции 400 метров на чемпионате Европы в помещении в Стамбуле с результатом 49.85. Также помогла сборной Нидерландов победить в женской эстафете 4×400 метров с национальным рекордом и рекордом чемпионатов Европы (3:25.66).
В 2023 году на чемпионате мира по лёгкой атлетике в Будапеште Фемке выиграла золото в беге на 400 метров с барьерами с результатом 51,70 сек. 27 августа помогла сборной Нидерландов впервые в истории выиграть золото чемпионата мира в женской эстафете 4×400 метров и установить национальный рекорд (3:20.72). Бол бежала в финале на последнем этапе и опередила ямайскую бегунью Стэйси-Энн Уильямс. В смешанной эстафете 4×400 метров сборная Нидерландов с Бол в составе не сумела финишировать в финальном забеге. В гладком беге на 400 метров Бол на чемпионате мира 2023 года не выступала.
18 февраля 2024 года на чемпионате Нидерландов в помещении в Апелдорне обновила свой мировой рекорд на дистанции 400 метров с результатом 49,24 сек. 2 марта 2024 года на чемпионате мира по лёгкой атлетике в помещениях в Глазго вновь улучшила свой собственный мировой рекорд до 49,17 сек. Там же бежала на последнем этапе эстафеты 4×400 метров и помогла сборной Нидерландов выиграть золото с национальным рекордом — 3:25,07.
3 августа 2024 года на Олимпийских играх в Париже на стадионе «Стад де Франс» бежала на последнем этапе смешанной эстафеты 4×400 метров. В начале своего этапа Бол не входила в тройку лидеров, однако смогла опередить всех соперниц и финишировать первой, принеся сборной Нидерландов золото с рекордом Европы (3:07.43). 19-летняя Кайлин Браун из сборной США отстала на финише от Бол на 0,31 сек. На дистанции 400 метров с барьерами Бол стала третьей с результатом 52,15, золото с мировым рекордом (50,37) выиграла Сидни Маклафлин-Леврон. В женской эстафете 4×400 метров Нидерланды, у которых на последнем этапе бежала Бол, завоевали серебро с национальным рекордом (3:19.50). Золото со вторым результатом в истории эстафеты уверенно выиграла сборная США (3:15.27).

## Основные результаты
| Соревнования                      | Место проведения | Место | Дистанция | Результат     |
| --------------------------------- | ---------------- | ----- | --------- | ------------- |
| Чемпионат мира 2019               | Доха, Катар      | (sf)  | 400 м     | 56,37         |
| Чемпионат Европы 2021 в помещении | Торунь, Польша   | 1     | 400 м     | 50,63 NR      |
| Чемпионат Европы 2021 в помещении | Торунь, Польша   | 1     | 4х400 м   | 3:27,15 NR CR |